# Temporada do Casa Pia AC de 2025-26
A temporada do Casa Pia de 2025-26 é a 105ª da história do clube e a 5ª na primeira divisão portuguesa – sendo a 4ª consecutiva. O Casa Pia disputa a Primeira Liga e Taça de Portugal. A temporada dos gansos começou no dia 8 de agosto de 2025 e terminará em maio de 2026.
Durante sua pré-época, o Casa Pia jogou seis jogos amigáveis, os dois primeiros em Pina Manique: triunfo por 4-0 frente ao 1º Dezembro e um empate por 4-4 com o Torreense. Nos dois seguintes, como visitante, não saiu do nulo frente ao Portimonense e ao Real Betis B. Em Pina Manique novamente, a equipa ainda protagonizou mais um empate frente ao Benfica B, e, no mesmo dia e local, terminou sua pré-época com uma vitória por 3-2 sobre o FC Alverca.
A estreia na época foi na partida de abertura da Liga. Ocorreu no dia 8 de agosto de 2025, no Municipal de Rio Maior, onde, frente ao atual campeão, Sporting, os gansos saíram derrotados por 0-2.
No entanto, a primeira vitória da equipa veio logo na próxima jornada, quando os gansos derrotaram a equipa do AVS também por 0-2, em Vila das Aves, com golos de Korede Osundina e Tchamba.

## Elenco

### Plantel
Última atualização: 30 de julho de 2025.

### Transferências

#### Entradas
| Pos. | Jogador         | Transferido de   | Valor             |
| ---- | --------------- | ---------------- | ----------------- |
| GR   | Ivan Mandic     | HNK Vukovar 1991 | € 280 000         |
| C    | Kaique Rocha    | SC Internacional | € 250 000         |
| PD   | Kevin Prieto    | Defensor SC      | € 170 000         |
| M    | Yassin Oukili   | RKC Waalwijk     | Custo zero        |
| PE   | Kelian Nsona    | Hertha BSC       | Custo zero        |
| M    | Sebastian Pérez | Boavista FC      | Custo zero        |
| C    | David Sousa     | RWDM Brussels    | Custo zero        |
| PE   | Tiago Morais    | Lille OSC        | Empréstimo        |
| M    | Raúl Blanco     | Racing Ferrol    | Fim de empréstimo |

#### Saídas
| Pos. | Jogador          | Transferido para     | Valor             |
| ---- | ---------------- | -------------------- | ----------------- |
| C    | Ruben Kluivert   | Olympique Lyonnais   | € 3 780 000       |
| M    | Andrian Kraev    | Hapoel Tel Aviv      | € 500 000         |
| LE   | Leonardo Lelo    | SC Braga             | Custo zero        |
| LE   | Tiago Dias       | Lusitânia de Lourosa | Custo zero        |
| PE   | Henrique Pereira | SL Benfica B         | Fim de empréstimo |
| A    | Cauê dos Santos  | Lommel SK            | Fim de empréstimo |

## Amigáveis
| 11 de julho de 2025 Amigável | Casa Pia | 4 – 0 | 1º Dezembro | Lisboa                        |
|                              |          |       |             | Estádio: Estádio Pina Manique |

| 19 de julho de 2025 Amigável | Casa Pia | 4 – 4 | Torreense | Lisboa                        |
|                              |          |       |           | Estádio: Estádio Pina Manique |

| 26 de julho de 2025 Amigável | Casa Pia | 0 – 0 | Portimonense | Vilamoura                    |
|                              |          |       |              | Estádio: Brown Sports Resort |

| 26 de julho de 2025 Amigável | Casa Pia | 0 – 0 | Real Betis B | Vilamoura                    |
|                              |          |       |              | Estádio: Brown Sports Resort |

| 2 de agosto de 2025 Amigável | Casa Pia | 1 – 1 | Benfica B | Lisboa                        |
|                              |          |       |           | Estádio: Estádio Pina Manique |

| 2 de agosto de 2025 Amigável | Casa Pia | 2 – 3 | Alverca | Lisboa                        |
|                              |          |       |         | Estádio: Estádio Pina Manique |

## Competições
| Competição       | Primeiro jogo | Ronda inicial   | Posição final | Registo | Registo | Registo | Registo | Registo | Registo | Registo | Registo |
| Competição       | Primeiro jogo | Ronda inicial   | Posição final | J       | V       | E       | D       | GM      | GS      | DG      | Apv.    |
| ---------------- | ------------- | --------------- | ------------- | ------- | ------- | ------- | ------- | ------- | ------- | ------- | ------- |
| Primeira Liga    | 08/08/2025    | 1ª jornada      | Em disputa    | 2       | 1       | 0       | 1       | 2       | 2       | 0       | 50.0%   |
| Taça de Portugal | 10/2025       | 3ª eliminatória | Em disputa    | 0       | 0       | 0       | 0       | 0       | 0       | 0       | 0       |
| Total            | Total         | Total           | Total         | 2       | 1       | 0       | 1       | 2       | 2       | 0       | 50.0%   |

Última atualização: 29 de julho de 2025

### Primeira Liga

#### Classificação
| Pos. | Equipe             | J | V | E | D | GM | GS | DG | Pts |
| ---- | ------------------ | - | - | - | - | -- | -- | -- | --- |
| 3    | FC Arouca          | 0 | 0 | 0 | 0 | 0  | 0  | 0  | 0   |
| 4    | SL Benfica         | 0 | 0 | 0 | 0 | 0  | 0  | 0  | 0   |
| 5    | SC Braga           | 0 | 0 | 0 | 0 | 0  | 0  | 0  | 0   |
| 6    | Casa Pia           | 0 | 0 | 0 | 0 | 0  | 0  | 0  | 0   |
| 7    | Estoril Praia      | 0 | 0 | 0 | 0 | 0  | 0  | 0  | 0   |
| 8    | Estrela da Amadora | 0 | 0 | 0 | 0 | 0  | 0  | 0  | 0   |
| 9    | Famalicão          | 0 | 0 | 0 | 0 | 0  | 0  | 0  | 0   |

Fonte: Liga Portugal

#### Partidas
| 8 de agosto de 2025 1ª jornada | Casa Pia | 0 – 2     | Sporting                 | Rio Maior                                                                              |  |
| 20:15                          |          | Relatório | 42' Trincão 62' Hjulmand | Estádio: Estádio Municipal de Rio Maior Público: 6 981 (100%) Árbitro: Gustavo Correia |  |

| 17 de agosto de 2025 2ª jornada | AVS | 0 – 2     | Casa Pia                 | Vila das Aves                                                              |  |
| 15:30                           |     | Relatório | 31' Osundina 56' Tchamba | Estádio: Estádio do CD Aves Público: 1 225 (19,61%) Árbitro: Pedro Ramalho |  |

| 24 de agosto de 2025 3ª jornada | Porto | –         | Casa Pia | Porto                      |  |
| 18:00                           |       | Relatório |          | Estádio: Estádio do Dragão |  |

| 31 de agosto de 2025 4ª jornada | Casa Pia | –         | Nacional | Rio Maior                               |  |
| 15:30                           |          | Relatório |          | Estádio: Estádio Municipal de Rio Maior |  |

| 14 de setembro de 2025 5ª jornada | Arouca | –         | Casa Pia | Arouca                               |  |
|                                   |        | Relatório |          | Estádio: Estádio Municipal de Arouca |  |

| 21 de setembro de 2025 6ª jornada | Casa Pia | – | Famalicão | Rio Maior                               |
|                                   |          |   |           | Estádio: Estádio Municipal de Rio Maior |

| 28 de setembro de 2025 7ª jornada | Moreirense | – | Casa Pia | Guimarães                                              |
|                                   |            |   |          | Estádio: Estádio Comendador Joaquim de Almeida Freitas |

| 5 de outubro de 2025 8ª jornada | Casa Pia | – | Estoril Praia | Rio Maior                               |
|                                 |          |   |               | Estádio: Estádio Municipal de Rio Maior |

| 26 de outubro de 2025 9ª jornada | Braga | – | Casa Pia | Braga                               |
|                                  |       |   |          | Estádio: Estádio Municipal de Braga |

| 2 de novembro de 2025 10ª jornada | Casa Pia | – | Estrela | Rio Maior                               |
|                                   |          |   |         | Estádio: Estádio Municipal de Rio Maior |

| 9 de novembro de 2025 11ª jornada | Benfica | – | Casa Pia | Lisboa                  |
|                                   |         |   |          | Estádio: Estádio da Luz |

| 30 de novembro de 2025 12ª jornada | Casa Pia | – | Alverca | Rio Maior                               |
|                                    |          |   |         | Estádio: Estádio Municipal de Rio Maior |

| 7 de dezembro de 2025 13ª jornada | Santa Clara | – | Casa Pia | Ponta Delgada                  |
|                                   |             |   |          | Estádio: Estádio de São Miguel |

| 14 de dezembro de 2025 14ª jornada | Casa Pia | – | Gil Vicente | Rio Maior                               |
|                                    |          |   |             | Estádio: Estádio Municipal de Rio Maior |

| 21 de dezembro de 2025 15ª jornada | Tondela | – | Casa Pia | Tondela                       |
|                                    |         |   |          | Estádio: Estádio João Cardoso |

| 28 de dezembro de 2025 16ª jornada | Casa Pia | – | Vitória | Rio Maior                               |
|                                    |          |   |         | Estádio: Estádio Municipal de Rio Maior |

| 4 de janeiro de 2026 17ª jornada | Rio Ave | – | Casa Pia | Vila do Conde                  |
|                                  |         |   |          | Estádio: Estádio do Rio Ave FC |

| 18 de janeiro de 2026 18ª jornada | Sporting | – | Casa Pia | Lisboa                         |
|                                   |          |   |          | Estádio: Estádio José Alvalade |

| 25 de janeiro de 2026 19ª jornada | Casa Pia | – | AVS | Rio Maior                               |
|                                   |          |   |     | Estádio: Estádio Municipal de Rio Maior |

| 1º de fevereiro de 2026 20ª jornada | Casa Pia | – | Porto | Rio Maior                               |
|                                     |          |   |       | Estádio: Estádio Municipal de Rio Maior |

| 8 de fevereiro de 2026 21ª jornada | Nacional | – | Casa Pia | Funchal                     |
|                                    |          |   |          | Estádio: Estádio da Madeira |

| 15 de fevereiro de 2026 22ª jornada | Casa Pia | – | Arouca | Rio Maior                               |
|                                     |          |   |        | Estádio: Estádio Municipal de Rio Maior |

| 22 de fevereiro de 2026 23ª jornada | Famalicão | – | Casa Pia | Braga                                  |
|                                     |           |   |          | Estádio: Estádio Municipal 22 de Junho |

| 1º de março de 2026 24ª jornada | Casa Pia | – | Moreirense | Rio Maior                               |
|                                 |          |   |            | Estádio: Estádio Municipal de Rio Maior |

| 8 de março de 2026 25ª jornada | Estoril Praia | – | Casa Pia | Cascais                                  |
|                                |               |   |          | Estádio: Estádio António Coimbra da Mota |

| 15 de março de 2026 26ª jornada | Casa Pia | – | Braga | Rio Maior                               |
|                                 |          |   |       | Estádio: Estádio Municipal de Rio Maior |

| 22 de março de 2026 27ª jornada | Estrela | – | Casa Pia | Amadora                     |
|                                 |         |   |          | Estádio: Estádio José Gomes |

| 4 de abril de 2026 28ª jornada | Casa Pia | – | Benfica | Rio Maior                               |
|                                |          |   |         | Estádio: Estádio Municipal de Rio Maior |

| 12 de abril de 2026 29ª jornada | Alverca | – | Casa Pia | Alverca                                    |
|                                 |         |   |          | Estádio: Complexo Desportivo do FC Alverca |

| 19 de abril de 2026 30ª jornada | Casa Pia | – | Santa Clara | Rio Maior                               |
|                                 |          |   |             | Estádio: Estádio Municipal de Rio Maior |

| 26 de abril de 2026 31ª jornada | Gil Vicente | – | Casa Pia | Barcelos                            |
|                                 |             |   |          | Estádio: Estádio Cidade de Barcelos |

| 3 de maio de 2026 32ª jornada | Casa Pia | – | Tondela | Rio Maior                               |
|                               |          |   |         | Estádio: Estádio Municipal de Rio Maior |

| 10 de maio de 2026 33ª jornada | Vitória | – | Casa Pia | Guimarães                            |
|                                |         |   |          | Estádio: Estádio D. Afonso Henriques |

| 17 de maio de 2026 34ª jornada | Casa Pia | – | Rio Ave | Rio Maior                               |
|                                |          |   |         | Estádio: Estádio Municipal de Rio Maior |

### Taça de Portugal

##### 3.ª eliminatória
| outubro de 2025 |  | – | Casa Pia |  |  |
|                 |  |   |          |  |  |

## Ver Também
- Casa Pia Atlético Clube
- Primeira Liga de 2025–26
- Taça de Portugal de 2025-26